# جسر 25 أبريل
جسر 25 أبريل (بالبرتغالية: Ponte 25 de Abril) هو جسر معلق في البرتغال، يربط بين مدينة لشبونة عاصمة البرتغال ومدينة ألمادا بعبوره نهر تاجة. بدأ بنائه في 5 نوفمبر 1962، وتم افتتاحه في 6 أغسطس 1966، وقد أضيفت عليه السكة الحديدية في عام 1999. غالبًا ما يقارن بجسر البوابة الذهبية لكونه جسر معلق وله طلاء مماثل. قامت بتشييده شركة الجسر الأمريكية [الإنجليزية]، التي قامت بتشييد جسر سان فرانسيسكو-أوكلاند. يبلغ طول الجسر الإجمالي 2,277 مترًا، كما يحتل المرتبة 27 في  قائمة أطول الجسور المعلقة في العالم. يحمل الطابق العلوي من الجسر ستة مسارات للسيارات بكلا الإتجاهين، ويحمل الطابق السفلي إثنين من خطوط السكك الحديدية المكهربة بقوة 25 كيلو فولت تيار متناوب. كان يعرف الجسر حتى عام 1974 بجسر سالازار، وتسمية «25 أبريل» أطلقت عليه في ذكرى ثورة القرنفل.